# Бутерброд с испанской тортильей

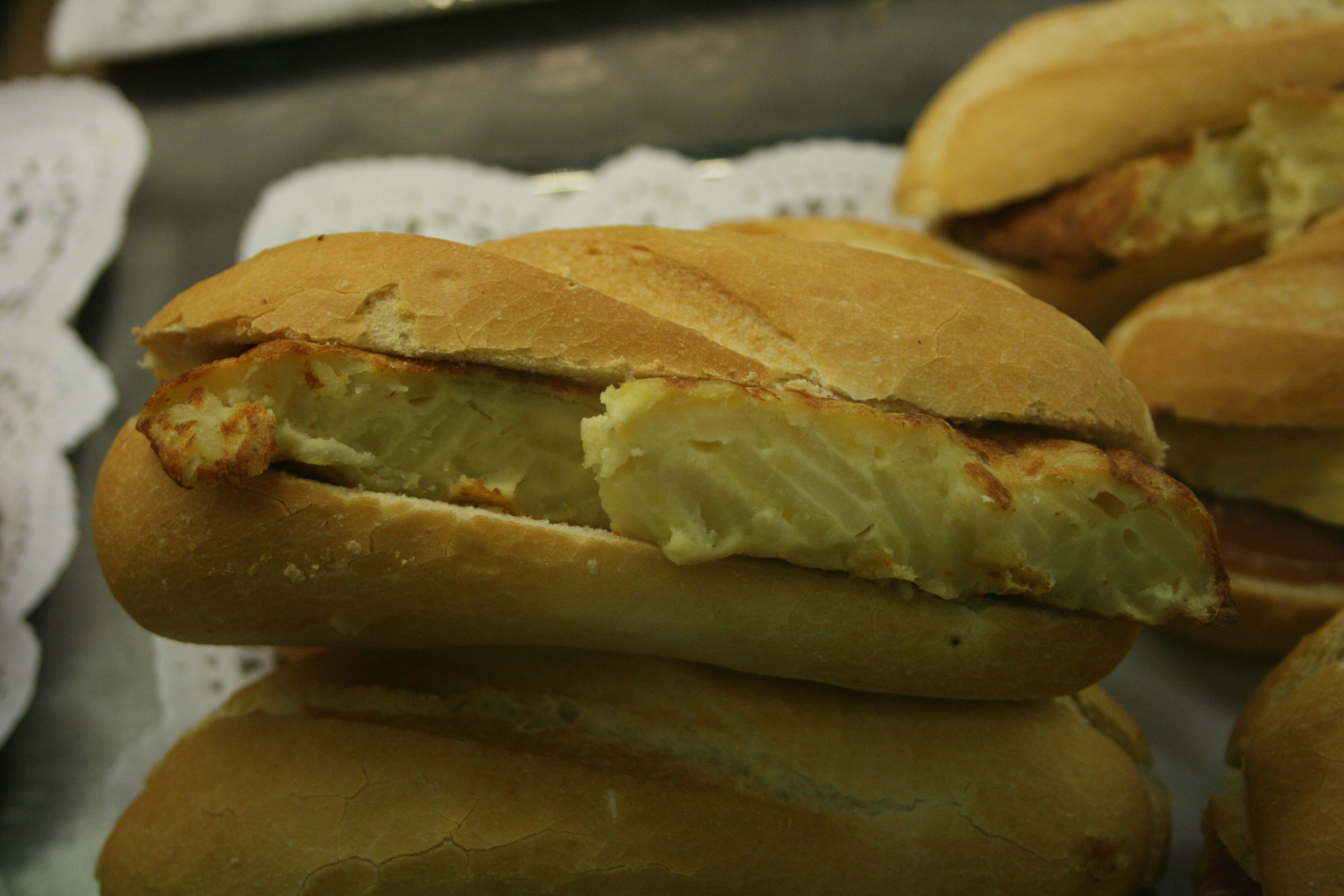
Бутерброд с тортильей — один из наиболее популярных в Испании

Бутерброд с испанской тортильей (исп. bocadillo de tortilla de patatas) — популярный бутерброд в испанской кухне. Это дешёвое блюдо, которое легко приготовить, часто встречается в буфетах и кафе на железнодорожных вокзалах и в аэропортах Испании. Бутерброд обычно подаётся в холодном виде, по желанию клиента его могут разогреть. Вместе с бутербродами с хамоном и с кальмарами считается одним из наиболее типичных бутербродов в Испании.
Бутерброд с тортильей готовят из багета и порции испанской тортильи, отрезанной треугольником. Обычно употребляется с пивом или кока-колой. В некоторых рецептах в сухой по своему составу бутерброд с тортильей добавляется жареный болгарский перец, томаты, майонез и ломтик плавленого сыра. В качестве приправы часто используется кетчуп, айоли, изредка какой-либо острый соус.